# The Tornado
The Tornado —título en inglés traducible al español como «El tornado»— fue un cortometraje estadounidense de 1917 perteneciente al género wéstern. Aunque se trata de un filme perdido, es conocido por ser supuestamente la primera película firmada por Jack Ford, quien luego alcanzaría mayor fama como director con el nombre de John Ford. Debido a la época de su realización, era mudo y en blanco y negro.

## Antecedentes
En julio de 1914, un veinteañero John Martin Feeney —conocido como «Jack»— se desplazó desde su hogar en Portland (Maine) hasta Hollywood (California), donde su hermano mayor Frank, usando el nombre de Francis Ford, se había hecho un hueco en la industria cinematográfica como director y actor. El joven Jack comenzó a trabajar junto a Francis como regidor, aunque su labor era más bien la de un «chico de los recados». Pronto comenzó a colaborar paulatina o simultáneamente como doble o especialista, figurante, actor secundario y utilero. Como estaba junto a su hermano, pronto fue conocido como «Jack Ford», y dicho nombre apareció por primera vez en los títulos de crédito en la película de Francis La rosa misteriosa a los cuatro meses de su llegada.
El joven Jack colaboró ocasionalmente con otros directores. Es conocida su participación en el rodaje de El nacimiento de una nación, donde encarnaba a uno de los jinetes del Ku Klux Klan. Una caída le impidió seguir actuando, pero le permitió contemplar durante varios días la forma de trabajar de D.W. Griffith. También se comenta que pudo colaborar con Allan Dwan. Pero su principal influencia fue su hermano Francis, quien era un actor versátil y un competente director que marcó el futuro estilo del hermano pequeño. Con el tiempo, Jack llegó a ser su ayudante de dirección y ocasionalmente operador de cámara. Esta etapa de aprendizaje le permitió conocer el medio cinematográfico. Medio siglo más tarde reconocería la influencia que Francis tuvo en él, y le reconocía como un gran director, estupendo músico, excelente actor y maestro en todo, pero en aquel momento otros testigos remarcan los celos que Jack sentía hacia su hermano.
Según contaba posteriormente Ford, su paso a la dirección fue propiciado por un incidente acaecido en 1916. Al parecer, el directivo de la Universal Carl Laemmle viajó desde Nueva York para visitar los estudios y se le ofreció una gran fiesta en la que Jack trabajó como camarero. Para no llegar tarde al trabajo al día siguiente, Ford durmió allí mismo. Por la mañana resultó que era de los pocos que habían acudido porque la fiesta se había prolongado hasta altas horas. Así que el director general Isadore Bernstein le pidió que organizara algo para cuando llegara Laemmle. Como había unos vaqueros que trabajaban como extras, Ford les pidió que galoparan a lo largo de la calle hacia la cámara dando gritos, lo que pareció complacer a los directivos. Bernstein le pidió algo más y Jack solo pudo repetir la maniobra en sentido inverso. Meses más tarde, cuando surgió la oportunidad, Laemmle dijo que le dieran el trabajo de director a Jack Ford porque sabía gritar bien. Según numerosas fuentes, la película fue The Tornado y el año 1917.
Sin embargo, es posible que el relato de Ford no se ajuste del todo a la realidad. Parece que transcurrieron unos dos años entre el incidente que relataba y su promoción a director. Es posible que Laemmle recordara los hechos, pero parece probable que valorara los informes sobre el trabajo de Ford y la recomendación de su hermano Francis.

## Argumento

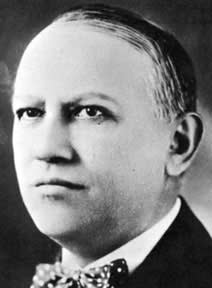
Según Ford, la oportunidad de dirigir se la dio el productor Carl Laemmle por gritar bien.

Puesto que la película se perdió hace tiempo, es improbable que ninguno de los estudiosos de la obra de Ford haya llegado a visionarla, y las descripciones que se hacen de ella son a partir de relatos indirectos. Ello hace que existan ciertas contradicciones. No obstante, parece que la breve trama sería como sigue.
Jack Dayton es un emigrante irlandés que se ha afincado en el Oeste deseoso de ganar dinero para ayudar a su madre que vive en Irlanda. La «Banda del Coyote», dirigida por Lesparre, asalta el banco de Rock River y secuestra a la hermosa Bess. Se ofrece una recompensa de 5000 dólares por la captura de los forajidos y Jack se infiltra en la banda. Sin utilizar revólver, Jack subirá a un tren en marcha, arrojará a Lesparre del tren, rescatará a Bess, cobrará la recompensa y empleará el dinero en comprar una casa en Irlanda para su madre.
Unas fuentes señalan al señor Pendleton como dueño del banco asaltado y otras como alcalde de Rock River. En realidad, ambos cargos son compatibles. Tampoco está claro si el héroe actúa por amor a Bess o movido por el deseo de cobrar la recompensa. Nuevamente ambos móviles no son excluyentes —menos todavía en una película tan corta y ligera—, pues se ha apuntado que el pago de la recompensa viene a ser el equivalente a la dote; es decir, el precio que el padre paga por su hija. Una idea que volverá décadas más tarde al cine de Ford en The Quiet Man (1952).

## Reparto
| Actor          | Rol              |
| -------------- | ---------------- |
| Jack Ford      | Jack Dayton      |
| Jean Hathaway  | La señora Dayton |
| John Duffy     | Slick            |
| Pete Gerald    | Pendleton        |
| Elsie Thornton | Bess Pendleton   |
| Duke Worne     | Lesparre         |

## Producción

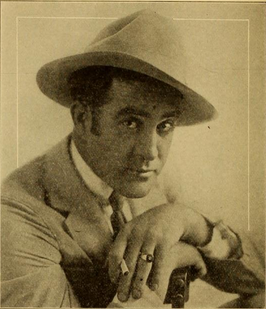
Algunos autores piensan que Francis Ford pudo ser el director del filme. En cualquier caso, la influencia que ejerció sobre su hermano John es indudable.

Poco más se sabe sobre este cortometraje de dos rollos de duración (unos treinta minutos). Fue producido por Universal a través de su división 101 Bison, con la que solía dirigir sus westerns Francis Ford, y fue estrenado el 3 de marzo de 1917, con gran publicidad por parte de la productora, un mes antes de que los Estados Unidos entrasen en la Gran Guerra. No parece que Universal arriesgara mucho al permitir a un joven asistente de dirección que dirigiera un cortometraje; de hecho, hay indicios de que impuso a Ford una disminución salarial a cambio de la oportunidad que le concedía.
Es claro que el filme fue protagonizado por el propio Jack Ford, pero ni siquiera hay completa unanimidad en que fuera el director, ya que hay autores que dudan de ello y reservan el puesto de primera película dirigida por él a The Trail of Hate, realizada poco después y también perdida. De ser cierta esta postura minoritaria, The Tornado sería una película todavía dirigida por Francis pero en la que Jack habría tenido una mayor participación: protagonista, guionista y ayudante de dirección con gran autonomía. Esta tesis se ve apoyada por el hecho de que Ford no recordaba cuál era la primera película que había dirigido. En cualquier caso, parece fuera de toda duda que sí fue suyo el guion.

## Trascendencia
En el momento de su estreno, Moving Picture World elogió a Ford por las secuencias de acción en las que saltaba desde su caballo a un tren en marcha, peleaba con los bandidos y volvía a saltar a su montura.
Como tantas otras películas de la época, The Tornado se perdió hace tiempo. Universal no tuvo cuidado en preservar las copias. Su naturaleza altamente inflamable hizo que muchas cintas desaparecieran en incendios. Otras se arruinaron por procesos químicos de descomposición dadas sus malas condiciones de conservación.
Probablemente debido a su desaparición, la película es recordada hoy tan solo por el hecho de haber sido supuestamente la primera dirigida por John Ford. A ello contribuyen varios factores. En primer lugar, que hace mucho tiempo que no se conserva ninguna copia conocida de ella, lo que impide cualquier valoración. Además, el hecho de que el propio Ford, cuando fue interpelado acerca de ella años después, la describiera como una mera sucesión de acrobacias ejecutadas por los especialistas. Por último, que el director de Maine consideraba que su auténtica primera película era The Soul Herder (1917), que constituyó su primera colaboración con Harry Carey.
A pesar de todo, se suele considerar el comienzo de una carrera que llevaría a Ford a rodar más de ciento treinta películas.